# Sucker Punch (coloană sonoră)
Sucker Punch este coloana sonoră pentru filmul cu același nume. Ea a fost lansată pe 22 martie 2011 de WaterTower Music. Albumul constă din cântece reinterpretate (cover), în mare parte de către actorii filmului. Emily Browning cântă trei cântece, iar Carla Gugino și Oscar Isaac interpretează în duet un pentru "Love Is the Drug". În coloana sonoră mai sunt cântece interpretate de Björk, Skunk Anansie, Emilíana Torrini, Queen, Carla Azar, Alison Mosshart și Yoav.

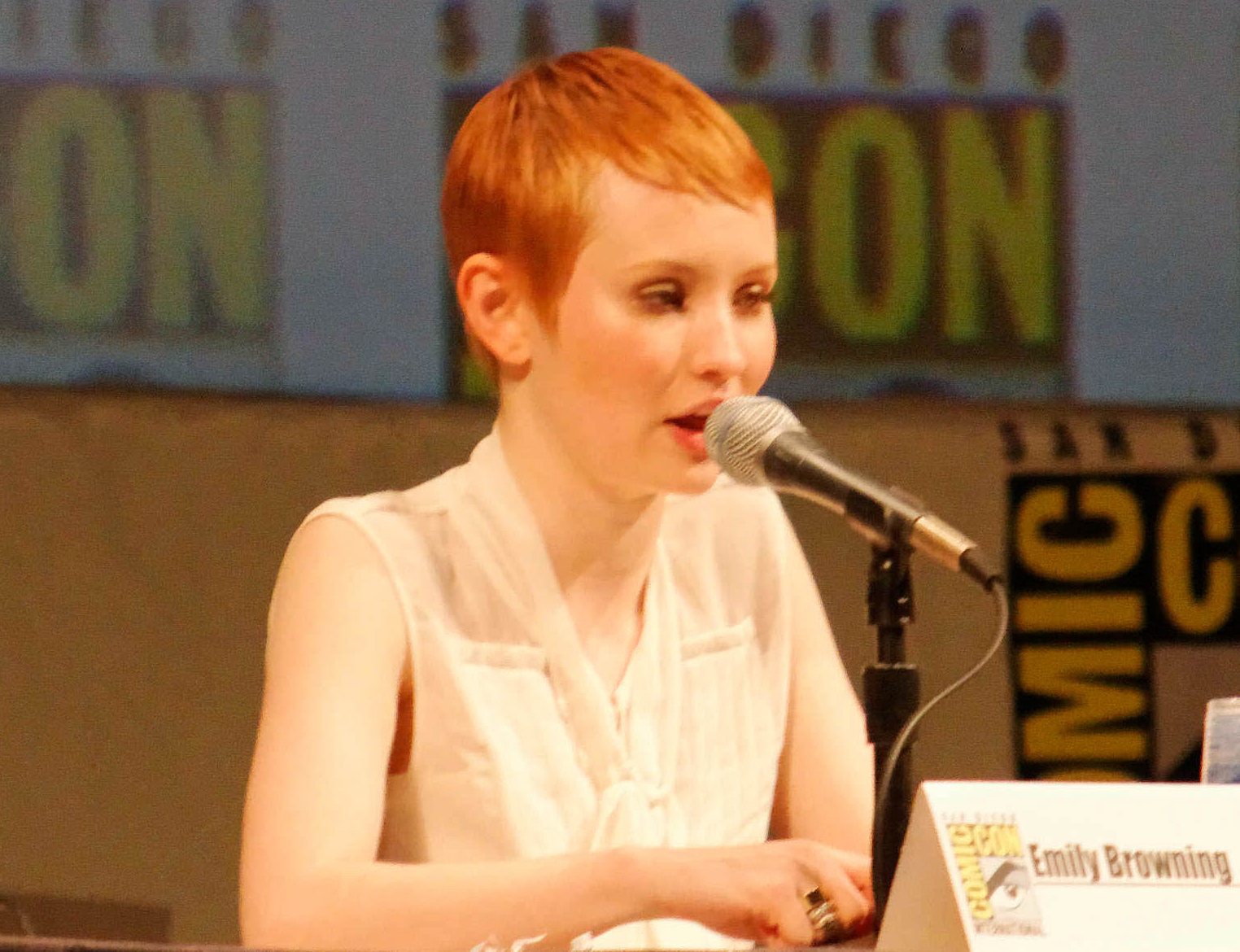
Emily Browning's performance on the album was met with positive reactions from the crew and critics alike.

## Lista pieselor
| Nr. | Titlu                                      | Artiști                              | Lungime |  |
| 1.  | „Sweet Dreams (Are Made of This)”          | Emily Browning                       | 5:18    |  |
| 2.  | „Army of Me (Sucker Punch Remix)”          | Björk featuring Skunk Anansie        | 6:50    |  |
| 3.  | „White Rabbit”                             | Emilíana Torrini                     | 5:07    |  |
| 4.  | „I Want It All / We Will Rock You Mash-Up” | Queen featuring Armageddon aka Geddy | 5:07    |  |
| 5.  | „Search and Destroy”                       | Skunk Anansie                        | 4:24    |  |
| 6.  | „Tomorrow Never Knows”                     | Alison Mosshart and Carla Azar       | 7:35    |  |
| 7.  | „Where Is My Mind?”                        | Yoav and Emily Browning              | 6:08    |  |
| 8.  | „Asleep”                                   | Emily Browning                       | 4:20    |  |
| 9.  | „Love Is the Drug”                         | Carla Gugino & Oscar Isaac           | 4:12    |  |

## Clasamente
| Clasament (2011)                            | Poziții |
| ------------------------------------------- | ------- |
| Australian Albums Chart                     | 18      |
| Austrian Albums Chart                       | 29      |
| Belgian Heatseekers Chart (Flanders)        | 13      |
| Belgian Heatseekers Chart (Wallonia)        | 3       |
| French Albums Chart                         | 79      |
| German Albums Chart                         | 42      |
| Irish Multi-Artist Compilation Albums Chart | 14      |
| Mexican Albums Chart                        | 51      |
| New Zealand Albums Chart                    | 33      |
| Swiss Albums Chart                          | 42      |
| UK Compilation Chart                        | 18      |
| UK Dance Chart                              | 27      |
| US Alternative Albums                       | 4       |
| US Billboard 200                            | 22      |
| US Independent Albums                       | 3       |
| US Top Rock Albums                          | 4       |
| US Top Soundtracks                          | 1       |